# Auersthal
Auersthal je městys v Dolních Rakousích v okrese Gänserndorf.

## Geografie
Auersthal leží v dolnorakouském Weinviertelu (Vinné čtvrti), asi 10 km východně od Wolkersdorfu. Plocha obce je 5,18 kilometrů čtverečních a 2,47 % výměry je zalesněno.
Městys se skládá pouze z jednoho katastrálního území Auersthal.

## Historie
Auersthal byl kolem roku 1050 založen osídlenci z Bavorska. V roce 1140 bylo místo poprvé uvedeno v dokumentech jako „Urolfstal“. Roku 1485 Auersthal a sousední uherská obec Aichstauden byly vypáleny. V roce 1529 obec drancovali Turci a 1645 Švédové. Po Francouzích 1805 a 1809 přišli zase roku 1866 Prusové. První světová válka přinesla do obce jen bídu a nouzi. Také druhá světová válka obec nešetřila. V období 1945–1955 patřil Auersthal do sovětské okupační zóny. Od druhé poloviny 20. století dochází k rozkvětu obce a dnes patří k moderní obci pro příměstskou rekreaci obyvatel spolkového hlavního města Vídně.

### Vývoj počtu obyvatel
V roce 1971 zde žilo 1892 obyvatel, 1981 1764, 1991 měl městys 1804 obyvatel, při sčítání lidu 2001 měla obec 1869 obyvatel, 2002 1861, 2003 1856 a ke dni 1. dubna 2009 žije v obci 1836 obyvatel.

## Politika
Starostou městyse je Ferdinand Fürhacker, vedoucím kanceláře Helmut Hofer a farářem v obci je Karl Bock.
V obecní radě městyse je 19 křesel, které byly po volbách dne 6. března 2005 rozděleny takto: (ÖVP) 11 a (SPÖ) 8
.

## Kultura a pozoruhodnosti
- Zvláštní je kaplička Boží muka a obrazy kolem Auersthalu. Občané o ně láskyplně pečují a jsou všechny katalogizovány v černé brožuře. Ta je uložena na obecním úřadě, který byl v roce 2003 renovován.
- Spolek divadelníků Auersthal. Byl založený v roce 1983 a každoročně v listopadu přináší představení divadelní hry.

### Hudba
Hudba v obci hraje významnou roli a je mnoha lidmi dobře řízena. Zejména hudební spolek „Musikverein Auersthal“ je přítomný při každé události. Od vesnických veselic, průvodů i u pohřbů. Hudební škola hudebního spolku a Hudební hlavní škola Auersthal pečuje o to, že staré hudebníky vždy mladí mohou nahradit. Také kostelní sbor se uplatní při různých příležitostech.

## Hospodářství a infrastruktura
Nezemědělských pracovišť v roce 2001 bylo 69 a lesnicko-hospodářských pracovišť roce 1999 bylo 126. Počet výdělečně činných obyvatel v bydlišti při sčítání lidu v roce 2001 bylo 812, to představuje 44,08 %.
Nachází se zde také čerpací stanice zemního plynu pro přepravu a uskladnění OMV v Rakousku.